# Atrichopogon atratus
Atrichopogon atratus är en tvåvingeart som beskrevs av Jean-Jacques Kieffer 1917. Atrichopogon atratus ingår i släktet Atrichopogon och familjen svidknott. Inga underarter finns listade i Catalogue of Life.